# Terlano
Terlan (Terlano) tiếng Ý: Terlano; tiếng Đức: Terlan; Ladin: Terlan; tiếng Latin: Torilanum; many of the region's Italian languages/dialects use Terlan) là một đô thị ở tỉnh Bolzano-Bozen trong vùng Trentino-Alto Adige/Südtirol của Ý, có vị trí cách khoảng 50 km về phía bắc của thành phố Trento và khoảng 9 km về phía tây bắc của thành phố Bolzano. Tại thời điểm ngày 31 tháng 12 năm 2004, đô thị này có dân số 3.784 người và diện tích là 18,7 km². Nằm ở thung lũng Adige, Terlan nổi tiếng với rượu vang Ý.
Đô thị Terlan (Terlano) có các frazioni (các đơn vị cấp dưới, chủ yếu là các làng) Settequerce and Vilpiano.
Terlan (Terlano) giáp các đô thị: Andrian (Andriano), Eppan (Appiano), Bolzano, Gargazon (Gargazzone), Mölten (Meltina), Nals (Nalles), và Jenesien (San Genesio Atesino).